# 格雷厄姆 (喬治亞州)
格雷厄姆（英語：Graham）是一個位於美國喬治亞州阿普林縣的城市。

## 地理
格雷厄姆的座標為31°49′59″N 82°30′13″W / 31.83306°N 82.50361°W，而該地的平均海拔高度為73米（即240英尺）。

## 人口
根據2010年美國人口普查的數據，格雷厄姆的面積為4.53平方千米，當中陸地面積為4.51平方千米，而水域面積為0.02平方千米。當地共有人口291人，而人口密度為每平方千米64人。